# Zweifarbige Grasbüscheleule

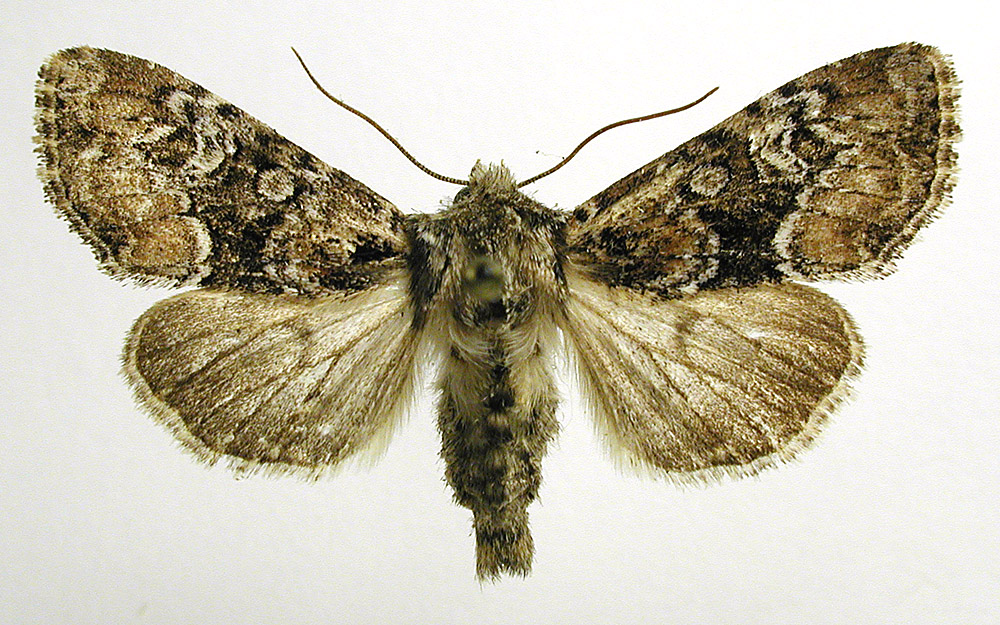
Präparat

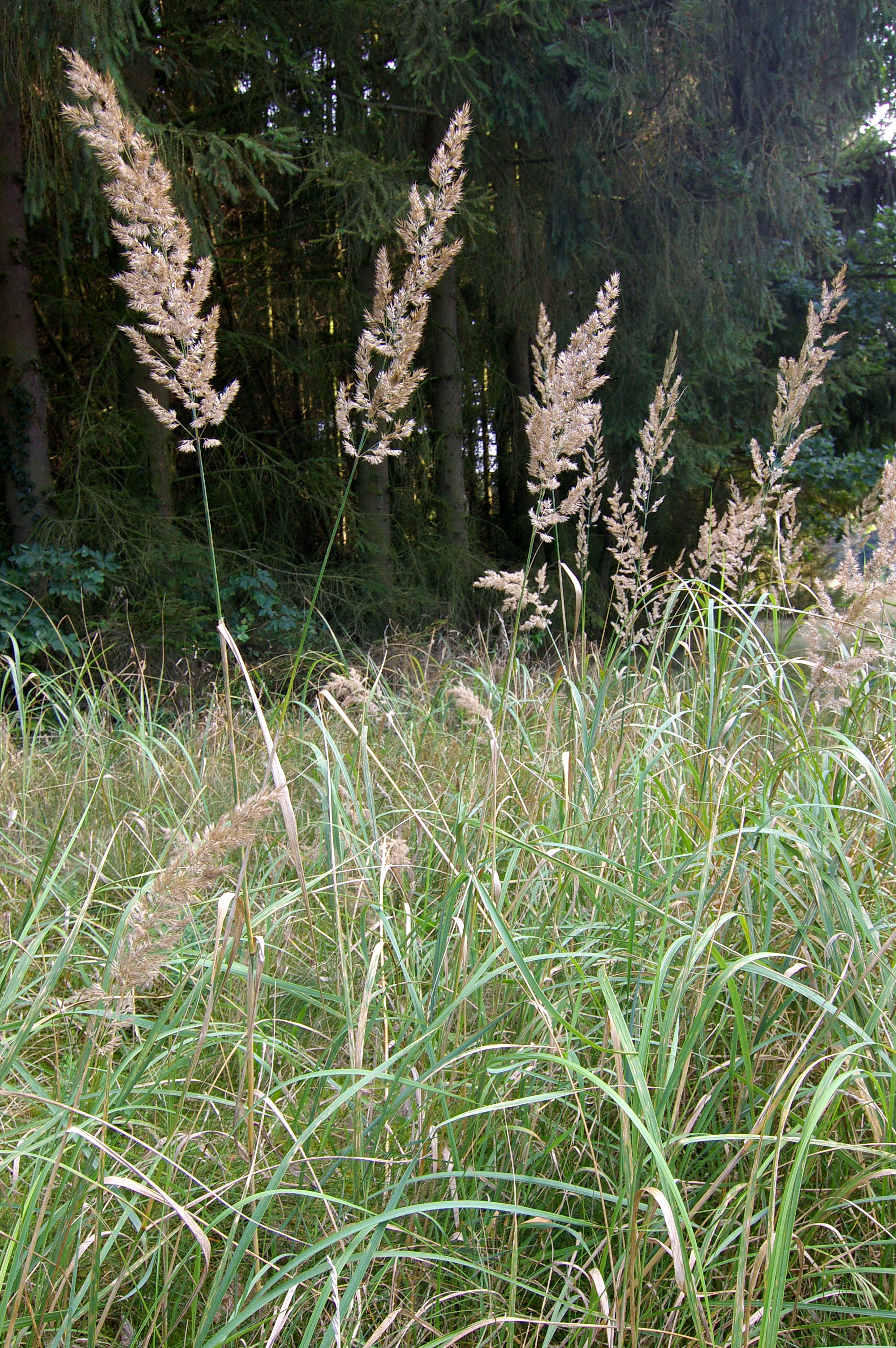
Land-Reitgras, eine Nahrungspflanze der Raupen

Die Zweifarbige Grasbüscheleule (Apamea illyria), zuweilen auch Illyrische Waldgraseule genannt, ist ein Schmetterling (Nachtfalter) aus der Familie der Eulenfalter (Noctuidae). Das Artepitheton besagt: „die aus Illyrien“ und bezieht sich auf ein Vorkommensgebiet.

## Merkmale

### Falter
Die Flügelspannweite der Falter  beträgt 31 bis 37 Millimeter. Die Grundfarbe der Vorderflügeloberseite variiert von hellbraun bis hin zu dunkel braungrau. Eine schwarze Wurzelstrieme sowie die Nieren- und Ringmakel heben sich zuweilen undeutlich ab. Die Makel sind teilweise gelblich oder weißlich gefüllt. Das Mittelfeld ist stark verdunkelt. Es wird durch eine innere und eine äußere, jeweils doppelt angelegte und weißlich gefüllte Querlinie begrenzt. Die Hinterflügeloberseite ist einfarbig hell graubraun und mit einem zarten C-förmigen Diskoidalfleck versehen.

### Raupe
Ausgewachsene Raupen sind rötlich lehmgelb bis gelbbraun gefärbt. Sie zeigen gelbweiße Rücken- und Nebenrückenlinien sowie einen hellen Seitenstreifen, von dem sich die schwarzen Stigmen abheben. Kopfkapsel, Halsschild und Afterschild sind bräunlich.

### Ähnliche Arten
Die Falter der Feldflur-Grasbüscheleule (Apamea anceps) sind durchschnittlich größer und insgesamt heller gefärbt. Die Glanzgras-Grasbüscheleule (Apamea unanimis) unterscheidet sich durch das eingeschnürte und meist hellere Mittelfeld auf der Vorderflügeloberseite.

## Verbreitung und Lebensraum
Die Verbreitung der Art erstreckt sich durch Europa und Kleinasien bis zum Kaukasus und in den Westen Sibiriens. Weite Teile Mitteleuropas hat sie erst im 19. und 20. Jahrhundert besiedelt. In den Alpen steigt sie bis auf etwa 2000 Meter Höhe, Die Zweifarbige Grasbüscheleule bewohnt bevorzugt warme Waldgebiete, Blößen, Lichtungen, Schneisen, buschige Hänge, Wiesentäler und Parklandschaften.

## Lebensweise
Die Falter sind dämmerungs- und nachtaktiv. Sie fliegen in einer Generation von Mitte Mai bis Mitte Juli. Die Falter besuchen künstliche Lichtquellen sowie Köder. Sie wurden auch an Berberitzen (Berberis) und blühenden Gräsern saugend beobachtet. Die Raupen leben überwiegend ab Juli, überwintern und verpuppen sich im April des folgenden Jahres. Sie ernähren sich von den Halmen verschiedener Gräser, in erster Linie von Land-Reitgras (Calamagrostis epigejos) oder Gewöhnlichem Knäuelgras (Dactylis glomerata). Sie leben vor der Überwinterung überwiegend in den Blüten und Fruchtständen, ab Spätherbst bodennah. Die Verpuppung erfolgt in einem leichten schwarzgrauen Gespinst am Boden zwischen Moos und Pflanzenteilen.